# قربان توراني
غوربان دردي توراني (1952 - 22 نوفمبر 2005), يعرف أيضاً بـغوربان توري(قربان دردى تورانى بالفارسية),كان رجل دين مسيحي أيراني. عاش وعمل في قونباد-ى قابوس، محافظة گلستان في إيران.
توارني، تركماني أيراني، ولد وتربى كمسلم سني، ولكنه اعتنق المسيحية في اواسط التسعينات خلال قضاء وقت في تركمانستان. بعد عوده إلى إيران، عجّل في تأسيس كهنوت مسيحي وكنيسة بيتية ضمن اصحابه في قريته ذات الأغلبية الإسلامية.
بعد عدة تهديدات بالقتل، تم اختطافه وقتله في 22 نوفمبر 2005.
لحقت جريمة قتله بالاعتقال والمحكمة المشهورتين 
لمعتنق المسيحية الأيراني ورجل الدين حميد بورماند بسبب الردّة من قبل الحكومة الأيرانية الإسلامية.
كان موته، وهو أول جريمة قتل للردة لعدة سنين، نقطة أساسية لصعود الملاحقة المجددة لمعتنقي المسيحية من المسلمين في إيران وحركة الكنائس المنزلية الصغيرة، ولكن النامية.

## اقرأ أيضاً
- قائمة الشخصيات التي اعتنقت المسيحية